# Festival Internacional de Cinema de Sant Sebastià 1986
La 34a edició del Festival Internacional de Cinema de Sant Sebastià va tenir lloc entre el 17 i el 26 de setembre de 1986. En aquesta edició el Festival tenia la màxima categoria A (festival competitiu no especialitzat) de la FIAPF. Es van oferir 133 pel·lícules de 25 països. Fou nomenat director del festival Diego Galán Fernández.

## Novetats de l'edició
El 1986 es va inaugurar la sala gegant del Velòdrom d'Anoeta amb capacitat per a 3.000 persones i una pantalla de 400 metres quadrats, per tal d'oferir popularitat i espectacle. Fou inaugurada amb la pel·lícula Salvador d'Oliver Stone.
En aquesta edició, dins de la política de captar estrelles per a rellançar el festival, es va instituir el Premi Donostia, per retre homenatge homenatge a cineastes que han esdevingut mites del cinema gràcies al seu talent.

## Desenvolupament
Fou inaugurada el 17 de setembre pel lehendakari José Antonio Ardanza, el ministre de Cultura Javier Solana i el director general de l'ICAA Fernando Méndez-Leite Serrano amb la projecció d' El viaje a ninguna parte a la secció oficial i Hannah i les seves germanes a la Zabaltegi. A última hora es va caure del cartell la pel·lícula italiana. A darrera hora es va anunciar que no hi vindria l'actriu Maruschka Detmers, protagonista de Diavolo in corpo, que al final no va participar al festival. El dia 18 es van projectar El imperio de la fortuna i Sid and Nancy de la secció oficial i De två saliga en la Zabaltegi, alhora que es va anunciar que no vindria Gene Tierney, encara que sí va venir Sergio Leone. El dia 19 es van projectar 27 horas al matí, i de nit Greed en versió sencera acompanyada per orquestra dirigida per Carl Davis, en la secció oficial, i 37°2 le matin (estrenada com Betty Blue) a la Zabaltegi. El dia 20 es van projectar Fouetté i Hombre mirando al sudeste de la secció oficial, i Werther i Stammheim als Zabaltegis.
El dia 21 es va projectar La mitad del cielo i Lady Jane de la secció oficial, alhora que es va celebrar una marató cinematogràfica al Velòdrom d'Anoeta anomenat Todos al cine, on es van projectar successivament La casa del monstruo de Cisco Bermejo Miranda, Matinée de Jaime Humberto Hermosillo, Antarctica de Koreyoshi Kurahara, Salvador d'Oliver Stone i Els principiants de Julien Temple. També va visitar el festival Ursula Andress. El 22 es van projectar Curtcircuit i Wohin und zurück - Teil 3: Welcome in Vienna de la secció oficial, Die Generale de Zabaltegi, i Justine de la retrospectiva "Los chicos de la foto". El 23 es projectaren Ningen no yakusoku i Francesca è mia a la secció oficial, Tras el cristal a la Zabaltegi i Désordre i Krysař a la de Nous Realitzadors. El dia 24 A nagy generáció i Mia toso makrini apoussia. El dia 25 es van projectar Vellut blau i Hard Traveling. La projecció de L'inspector Lavardin va quedar interrompuda perquè dos joves van segrestar dos rotllos de la pel·lícula en el marc d'una campanya de Gestoras Pro Amnistía de boicot a interessos francesos. El dia 26 es va projectar Srećna nova '49 i es van entregar els premis. Hi van estar presents Gregory Peck, primer Premi Donostia i Ali MacGraw. El Festival fou clausurat amb la projecció d' Aliens.

## Jurat oficial
- Pilar Miró
- Mario Benedetti
- Roy Boulting
- Paul Leduc
- Pedro Olea
- Julien Temple
- Rod Webb

## Pel·lícules exhibides

### Secció oficial
- 27 horas de Montxo Armendáriz
- A nagy generáció de Ferenc András
- Aliens de James Cameron (fora de concurs)
- Vellut blau de David Lynch (fora de concurs)
- Duel in the Sun de King Vidor (fora de concurs)
- El imperio de la fortuna d'Arturo Ripstein
- El viaje a ninguna parte de Fernando Fernán-Gómez
- Fouetté de Boris Iermolàiev i Vladimir Vassíliev
- Francesca è mia de Roberto Russo
- Greed d'Erich von Stroheim (fora de concurs)
- Hard Traveling de Dan Bessie
- Hombre mirando al sudeste d'Eliseo Subiela
- L'inspector Lavardin de Claude Chabrol
- La mitad del cielo de Manuel Gutiérrez Aragón
- Lady Jane de Trevor Nunn
- Mia toso makrini apoussia de Stavros Tsiolis
- Ningen no yakusoku de Yoshishige Yoshida
- Curtcircuit de John Badham
- Sid and Nancy d'Alex Cox
- Srećna nova '49 de Stole Popov
- Wohin und zurück - Teil 3: Welcome in Vienna d'Axel Corti

### Zabaltegi (Zona oberta)
- Una habitació amb vista de James Ivory
- De två saliga d'Ingmar Bergman
- Die Generale de Walter Heynowski i Gerhard Scheumann
- El potro chusmero de Luis Alfredo Sánchez
- Hannah i les seves germanes de Woody Allen
- I ragazzi di Torino sognano Tokyo e vanno a Berlino de Renzo Badolisani
- O Melissokomos de Theo Angelópulos
- Proixtxànie d'Elem Klímov
- Stammheim de Reinhard Hauff
- Tras el cristal d'Agustí Villaronga
- Werther de Pilar Miró
- Jestoki romans d'Eldar Riazànov

### Zabaltegi-Nous realitzadors
- 37°2 le matin de Jean-Jacques Beineix
- Crna Marija de Milan Živković
- Congo Express de Luk Gubbels de Armand De Hesselle
- Désordre d'Olivier Assayas
- Enas isichos thanatos de Frieda Liappa
- I soliti ignoti vent'anni dopo d'Amanzio Todini
- Krysař de Jiří Barta
- Lamb de Colin Gregg
- Malabrigo d'Alberto Durant
- O Homem da Capa Preta de Sérgio Rezende
- Parting Glances de Bill Sherwood
- Perros de la noche de Teo Kofman
- Repórter X de José Nascimiento
- The Riverbed de Rachel Reichman
- Visszaszámlálás de Pál Erdőss

### Retrospectives
Aquest any es van projectar dues retrospectives: una en homenatge a l'actriu Luise Rainer, i l'altra anomenada Los chicos de la foto, que pren el nom d'una foto molt difosa feta a casa de George Cukor en homenatge a Luis Buñuel i en la que aparegueren Robert Wise, Alfred Hitchcock, George Stevens, Robert Mulligan, John Ford, William Wyler i Rouben Mamoulian.

#### Homenatge aLuise Rainer
- The Great Ziegfeld de Robert Z. Leonard (1936)
- The Good Earth de Sidney Franklin (1937)
- The Emperor's Candlesticks de George Fitzmaurice (1937)
- Big City de Frank Borzage (1937)
- Dramatic School de Robert B. Sinclair (1938)
- The Great Waltz de Julien Duvivier (1938)
- The Toy Wife de Richard Thorpe (1938)
- Hostages de Frank Tuttle (1943)

#### Els nois de la foto
- El Dr. Jekyll i el Sr. Hyde de Rouben Mamoulian (1931)
- Él de Luis Buñuel (1953)
- Abismos de pasión de Luis Buñuel (1954)
- Ensayo de un crimen de Luis Buñuel (1955)
- A Place in the Sun de George Stevens (1951)
- Arrels profundes de George Stevens (1953)
- La rebel de Robert Mulligan (1965)
- Stone, sang calenta de Robert Mulligan (1978)
- The Other de Robert Mulligan (1972)
- Combat trucat de Robert Wise (1949)
- Executive Suite de Robert Wise (1954)
- Gaslight de George Cukor (1944)
- Justine de George Cukor (1959)
- Wild Is the Wind de George Cukor (1957)
- Jo confesso d'Alfred Hitchcock (1953)
- Vertigen (D'entre els morts) d'Alfred Hitchcock (1958)
- Jezebel de William Wyler (1938)
- Cims borrascosos de William Wyler (1939)
- The Heiress de William Wyler (1949)
- El delator de John Ford (1935)
- Tobacco Road de John Ford (1941)
- My Darling Clementine de John Ford (1946)
- Sunset Boulevard de Billy Wilder (1950)
- Ningú no és perfecte de Billy Wilder (1959)

### Cinema brasiler
- A Hora da Estrela de Suzana Amaral
- A Marvada Carne d'André Klotzel
- Aqueles Dois de Sérgio Amon
- Eu Sei que Vou Te Amar d'Arnaldo Jabor
- Nem Tudo É Verdade d'Rogério Sganzerla
- Nunca Fomos tão Felizes de Murilo Salles
- Sargento Getúlio d'Hermano Penna

### La Revolució Mexicana
- Vámonos con Pancho Villa de Fernando de Fuentes Carrau (1936)
- Los de abajo de Chano Urueta (1939)
- Flor silvestre d'Emilio Fernández Romo (1943)
- Enamorada d'Emilio Fernández Romo (1946)
- Reed, México insurgente de Paul Leduc Rosenzweig (1970)
- El principio de Gonzalo Martínez Ortega (1973)
- Cuartelazo d'Alberto Isaac Ahumada (1977)
- La casta divina de Julián Pastor (1977)

## Palmarès
Els premis atorgats en aquesta edició foren:
- Conquilla d'Or a la millor pel·lícula: La mitad del cielo de Manuel Gutiérrez Aragón
- Conquilla d'Or (curtmetratge): A Espera, de Maurício Farias i Luiz Fernando Carvalho
- Premi Especial del Jurat: A nagy generáció de Ferenc András
- Conquilla de Plata: 
  - Ningen no yakusoku de Yoshishige Yoshida 
  - 27 horas de Montxo Armendáriz
- Premi Sant Sebastià al millor director: Axel Corti per Wohin und zurück - Teil 3: Welcome in Vienna
- Premi Sant Sebastià d'interpretació femenina: Ángela Molina, per La mitad del cielo de Manuel Gutiérrez Aragón
- Premi Sant Sebastià d'interpretació masculina: Ernesto Gómez Cruz, per El imperio de la fortuna d'Arturo Ripstein
- Premi CIGA per Nous Realitzadors: 
  - Hombre mirando al sudeste d'Eliseo Subiela 
  - Enas isichos thanatos de Frieda Liappa
- Premi Donostia: Gregory Peck
- Premi OCIC: Hombre mirando al sudeste d'Eliseo Subiela [20]
- Premi FIPRESCI: Ningen no yakusoku de Yoshishige Yoshida